# Minamoto no Yoshihira
Minamoto no Yoshihira est un nom japonais traditionnel ; le nom de famille (ou le nom d'école), Minamoto, précède donc le prénom (ou le nom d'artiste).
Minamoto no Yoshihira (源 義平, 1140-1160) est un guerrier du clan Minamoto qui participe à la rébellion de Heiji aux côtés de son père, Minamoto no Yoshitomo.
Sa mère est la sœur de Miura no Yoshiaki, ce qui informe sur l'étroitesse des relations entre les deux familles. Ses frères sont Minamoto Tomonaga (comme lui tué lors de la rébellion de Heiji) et Minamoto no Yoshitsune, Noriyori et Yoritomo qui, trop jeunes, ne participèrent pas à la rébellion, et furent épargnés. Il épouse la fille de Minamoto no Yoshishige.
En 1155, après un désaccord avec son oncle Minamoto no Yoshikata, Yoshihira attaque sa résidence et son entrepôt situés dans la province de Musashi et tue son oncle.
Puis, en 1159, Yoshihira est envoyé à Kyoto pour combattre lors de la rébellion de Heiji, où il manie un sabre nommé Ishikiri (« Tranche-pierre »). Les Taira offrent de conclure un traité de paix mais les Minamoto refusent et sont bientôt défaits. Bien que Yoshihira, séparé de son père et de Tomonaga après leur défaite, ait tenté de rejoindre Kyoto pour se venger en tuant un chef Taira, il fut dénoncé et bientôt capturé, puis exécuté sur ordre de Taira no Kiyomori, le chef de la faction ennemie. 
Selon les sources du manga Izayakaku, Yoshihira était un homme de grande taille et large d'épaules que ses contemporains confondaient parfois avec un ours. Ayant été élevé dans une prestigieuse famille de guerriers, il était par conséquent un combattant redoutable et une force de la nature. Lorsqu'il fut capturé, Kiyomori lui aurait proposé de se rallier aux Taira, mais se résigna à l'exécuter devant son courageux refus.

## Source de la traduction
- (en) Cet article est partiellement ou en totalité issu de l’article de Wikipédia en anglais intitulé « Minamoto no Yoshihira » (voir la liste des auteurs).